# Homme-taupe
Harvey Elder, alias l’Homme-taupe (« Mole Man » en version originale) est un super-vilain évoluant dans l'univers Marvel de la maison d'édition Marvel Comics. Créé par le scénariste Stan Lee et le dessinateur Jack Kirby, le personnage de fiction apparaît pour la première fois dans le comic book Fantastic Four (vol. 1) #1 en novembre 1961.
L'Homme-Taupe est l'un des tyrans de Subterrania (Subterranea (en) en VO), un royaume souterrain. Il fut le premier ennemi des Quatre Fantastiques et est apparu dans le premier numéro consacré à cette équipe de super-héros.

## Biographie du personnage

### Origines
Harvey Elder est initialement un explorateur rejeté  de la communauté scientifique à cause de son apparence difforme et de ses théories au sujet de l'existence d'un royaume souterrain. Il découvre enfin l'entrée de Subterranea dans les cavernes de l'île aux Monstres, mais un éboulement lui coûte presque la vue. Il décide alors de diriger ce royaume et prend l'identité de l'Homme-taupe.
À l'aide de la technologie des Déviants et il se met à la tête des Moloïdes, des êtres aux gros yeux et à la peau jaunâtre.
Il cherche toutefois à se venger du monde du dessus qui l'a rejeté. Ainsi, il décide de détruire toutes les usines de production d'énergie afin d'affaiblir la population mondiale. Ses espoirs de conquête sont stoppés par l'intervention des Quatre Fantastiques qui viennent juste d'obtenir leurs pouvoirs. Une nouvelle tentative, au cours de laquelle il essaie de couler des villes entières, ne connaît pas plus de succès.

### Parcours
L'Homme-Taupe reprend les hostilités contre Tyrannus qu'il parvient à réduire en esclavage grâce à l'aide de Kala (en), la reine des Enfers. Mais celle-ci le trahit pour aider Tyrannus.
Ses échecs successifs le rendent plus pacifique. Il propose ainsi aux exclus du monde de la surface de rejoindre son royaume. Certains d'entre eux reçoivent des super-pouvoirs et deviennent les Parias. Il se réconcilie enfin avec Kala qui devient son épouse.
Le Messie ayant semé la destruction dans son royaume, il décide de créer un continent à la surface pour héberger son peuple. Il parvient à rallier la Chose des Quatre Fantastiques à son projet. Devant les graves menaces causées par les manipulations tectoniques de l'Homme-taupe, la Chose aide finalement ses coéquipiers mettre fin au projet.
De retour dans son royaume, L'Homme-Taupe se ligue avec Tyrannus et, avec l'aide des Vengeurs, ils repoussent les Déviants. Il doit également se défendre contre Terminus (en) qui tente d'absorber ses fidèles Moloïdes.
Avec le temps, les rêves de conquête de l'Homme-taupe se sont estompés et il se contente de gérer Subterranea et de défendre son royaume contre toute attaque extérieure.

## Pouvoirs, capacités et équipement
À ses débuts, Harvey Elder ne possédait aucun super-pouvoir. Au fil du temps, ses yeux sont devenus extrêmement sensibles à la lumière ; il est presque aveugle avec une luminosité normale. En tant qu'Homme-taupe, il a développé un « sens radar » afin de pallier sa vision défectueuse, celui-ci atteignant presque des niveaux surhumains. Par ailleurs, ses autres sens (l'ouïe, l'odorat et le toucher) sont bien plus développés que ceux des humains voyants, comme tous les véritables aveugles
En complément de ses capacités, il est depuis sa plus tendre enfance un génie scientifique qui maîtrise plusieurs technologies ; il aussi appris à maîtriser celles des autres civilisations. Par ailleurs, il est devenu avec le temps un très bon stratège. Enfin, sa longue existence au sein de Subterrania a fait de lui un expert en spéléologie et en géographie souterraine.
- Bien qu’âgé d’environ un siècle, Harvey Elder possède, grâce aux techniques développées par les Déviants — et qu’il a maîtrisé lui-même —, l’apparence d’un homme de la moitié de son âge réel[1].
- Pour pallier la faiblesse de ses yeux, il porte une paire de lunettes spéciales qui réduisent la lumière vive à un niveau tolérable pour lui et améliorent la lumière faible pour lui permettre de voir[1].
- Au fur et à mesure de ses aventures, l’Homme-Taupe a développé un style de combat propre à lui-même, qui possède des ressemblances avec l’art martial japonais appelé bō-jutsu (combat au bâton long). Malgré sa petite taille et sa relative faiblesse corporelle, l'Homme-taupe est devenu un redoutable combattant quand il est armé d'un bâton[1].

L’Homme-Taupe est généralement armé d’un bâton (qu’il utilise dans son style de combat) mesurant environ 1,80 m de long. Composé de bois ou d'aluminium, son bâton a parfois été équipé de divers gadgets comme un rayon aveuglant, un projecteur d’énergie ou un radar miniaturisé. Il s'est aussi servi d'un détecteur voltaïque paramétré sur son corps, et qu'il est donc le seul à pouvoir utiliser. Par ailleurs, il a accès à la technologie avancée conçue par les Déviants.
Il est souvent accompagné d'une armées de Moloïdes ou de créatures monstrueuses (conçues génétiquement par les Déviants), qui toutes lui sont d’une loyauté indéfectible.

## Apparitions dans d'autres médias

### Télévision
- 1960 : The Marvel Super Heroes (série animée)
- 1967 : L'Araignée (série animée)
- 1978 : Fantastic Four (série animée, épisode « The Mole Man »), doublé par Ted Cassidy.
- 2006 : Les Quatre Fantastiques (série animée)
- 2009 : The Super Hero Squad Show (série animée, épisode pilote)

### Cinéma
- 1994 : Les Quatre Fantastiques
- 2025 : Les Quatre Fantastiques : Premiers pas

### Jeu vidéo
- 2009 : Marvel Super Hero Squad

### Source
- Encyclopédie Marvel, Fantastic Four de A à Z, Marvel France/Panini France S.A., 2005